# Bad Trip
Bad Trip è un film del 2021 diretto da Kitao Sakurai.
Il film sarebbe dovuto essere presentato in anteprima al South by Southwest il 14 marzo 2020 per poi essere distribuito nelle sale da Orion Pictures il 17 aprile 2020, tuttavia è stato rinviato a tempo indeterminato a causa della pandemia di COVID-19. È stato pubblicato accidentalmente su Amazon Prime Video il 17 aprile e piratato prima della sua uscita ufficiale. Successivamente è stato venduto a Netflix, che lo ha distribuito internazionalmente il 26 marzo 2021. Bad Trip ha ricevuto recensioni generalmente positive dalla critica.

## Trama
Il film segue i due migliori amici Chris Carey e Bud Malone mentre intraprendono un viaggio dalla Florida a New York in modo che uno di loro possa dichiarare il suo amore per la loro cotta del liceo Maria Li. Nel frattempo vengono inseguiti dalla sorella criminale di Bud, Trina, a cui hanno rubato l'auto per il viaggio.

## Distribuzione
Il film è stato distribuito sulla piattaforma Netflix il giorno 26 marzo 2021.